# Klooster van Neuzelle
Het Klooster van Neuzelle (Kloster Neuzelle (Nova Cella)) was een in het markgraafschap Neder-Lausitz gelegen abdij van de cisterciënzers. De abdij werd in de 13e eeuw door het Huis Wettin gesticht en bestond tot 1817, toen het klooster door de Pruisische regering werd ontbonden. Door de onteigening kwamen de bezittingen van het klooster in handen van het door de staat bestuurde Stift Neuzelle, dat in 1955 door de Duitse Democratische Republiek werd opgeheven. In het jaar 1996 volgde de heroprichting als publiekrechtelijke stichting van de deelstaat Brandenburg.
De kloosterkerk is tegenwoordig de parochiekerk van de rooms-katholieke kerkgemeente van Neuzelle. In de kloosterbrouwerij van Neuzelle wordt nog altijd volgens de oude cisterciënzer traditie bier gebrouwen.

## Geschiedenis

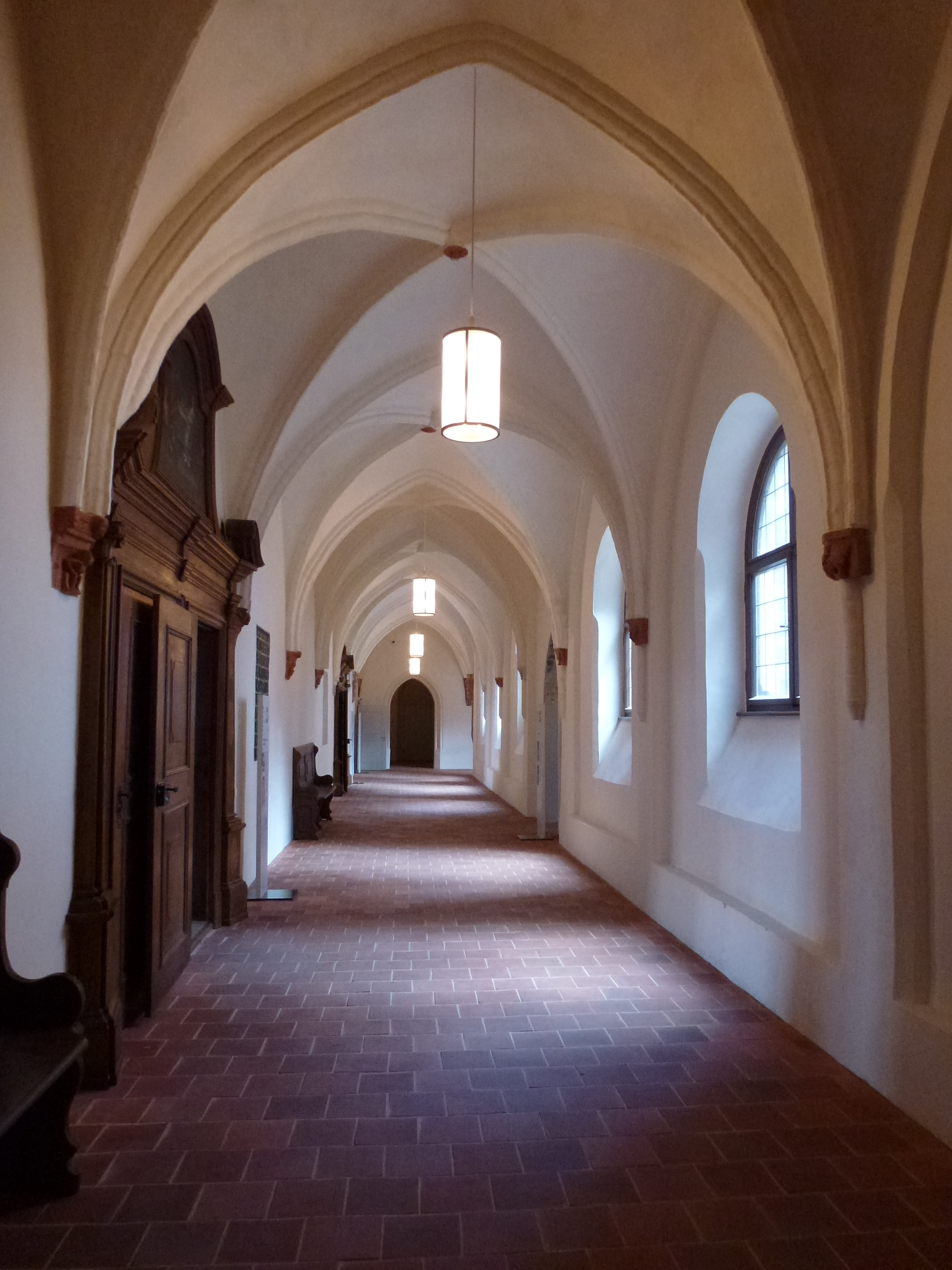
kloostergang

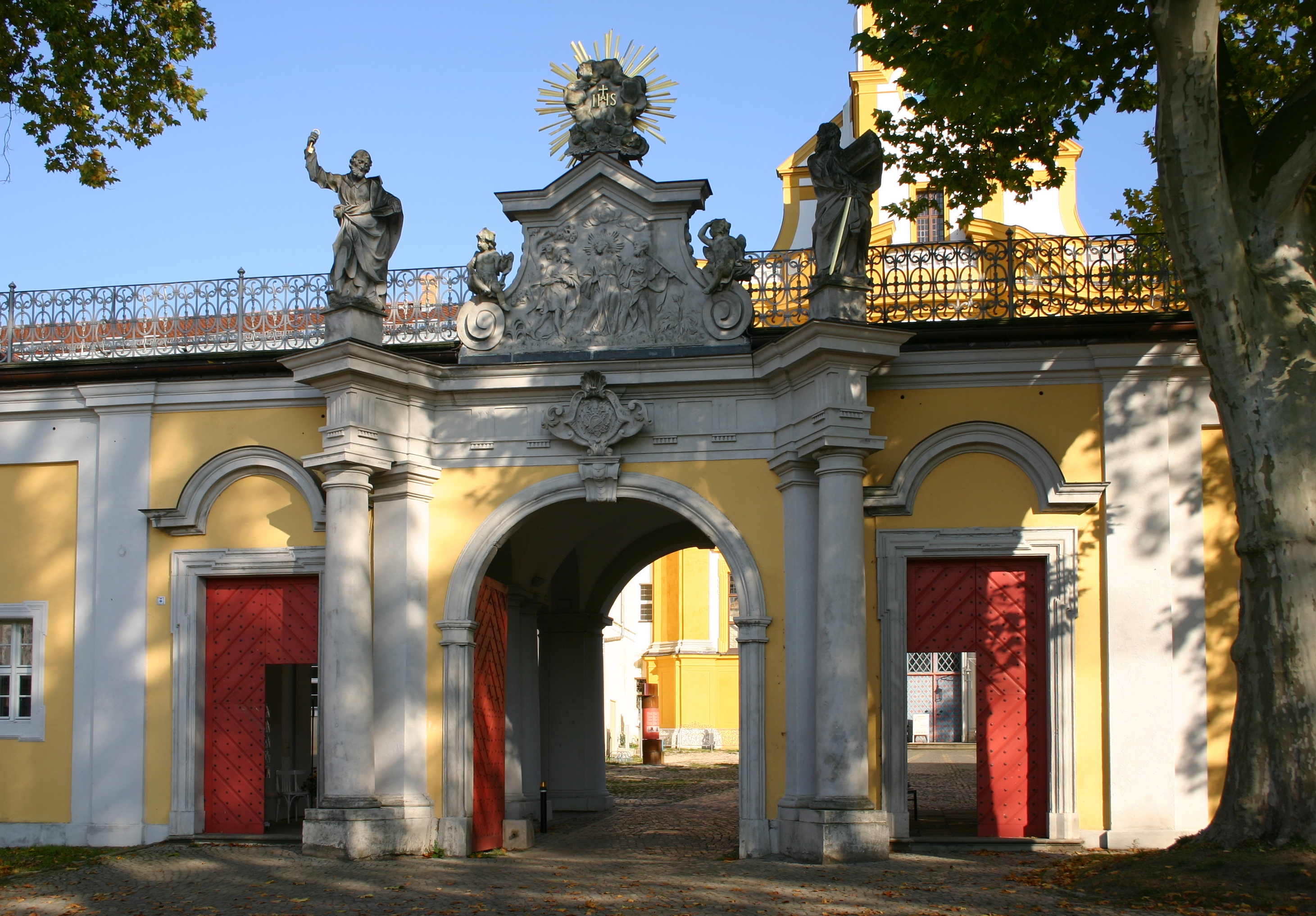
Kloosterpoort

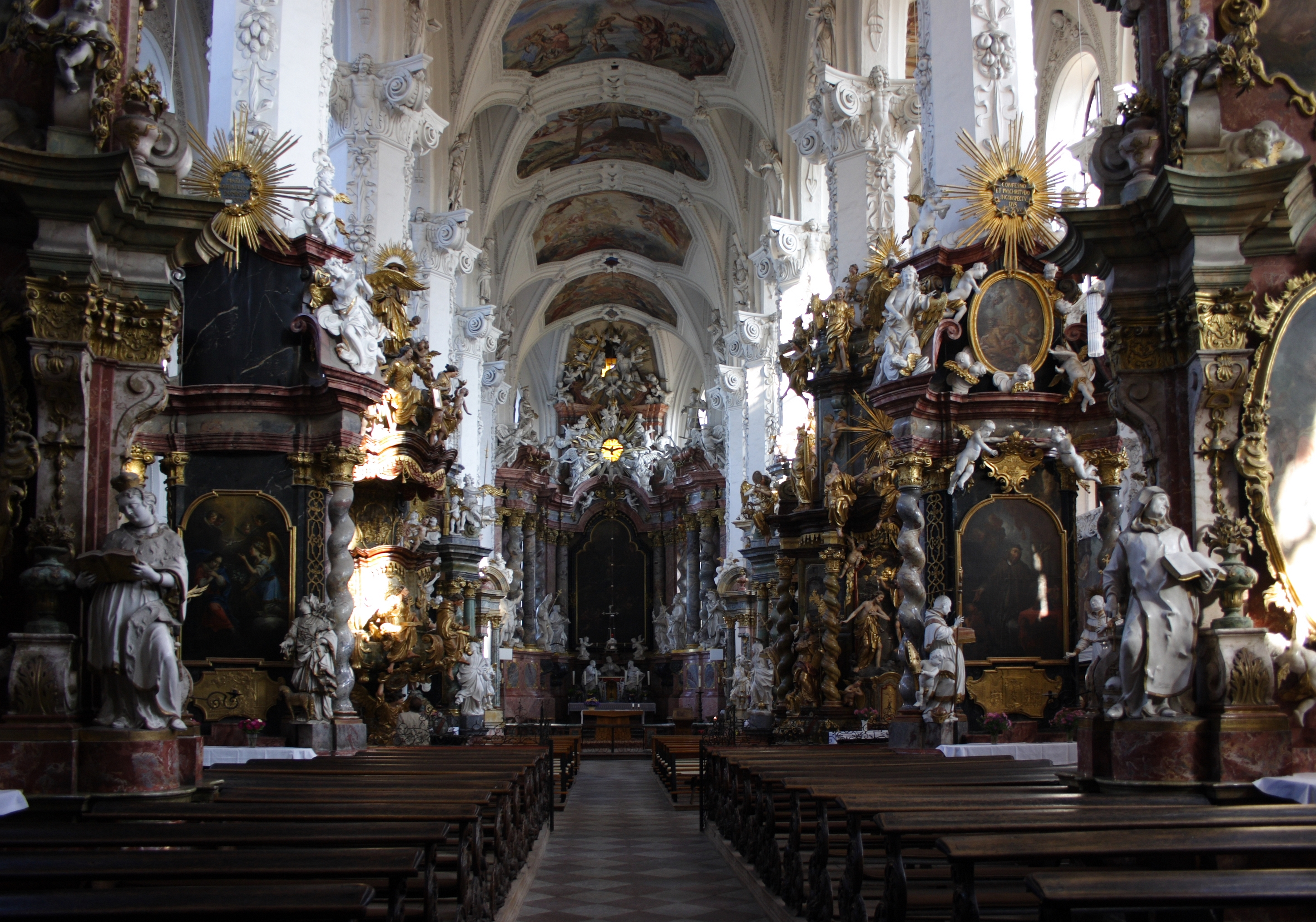
Barok interieur kloosterkerk

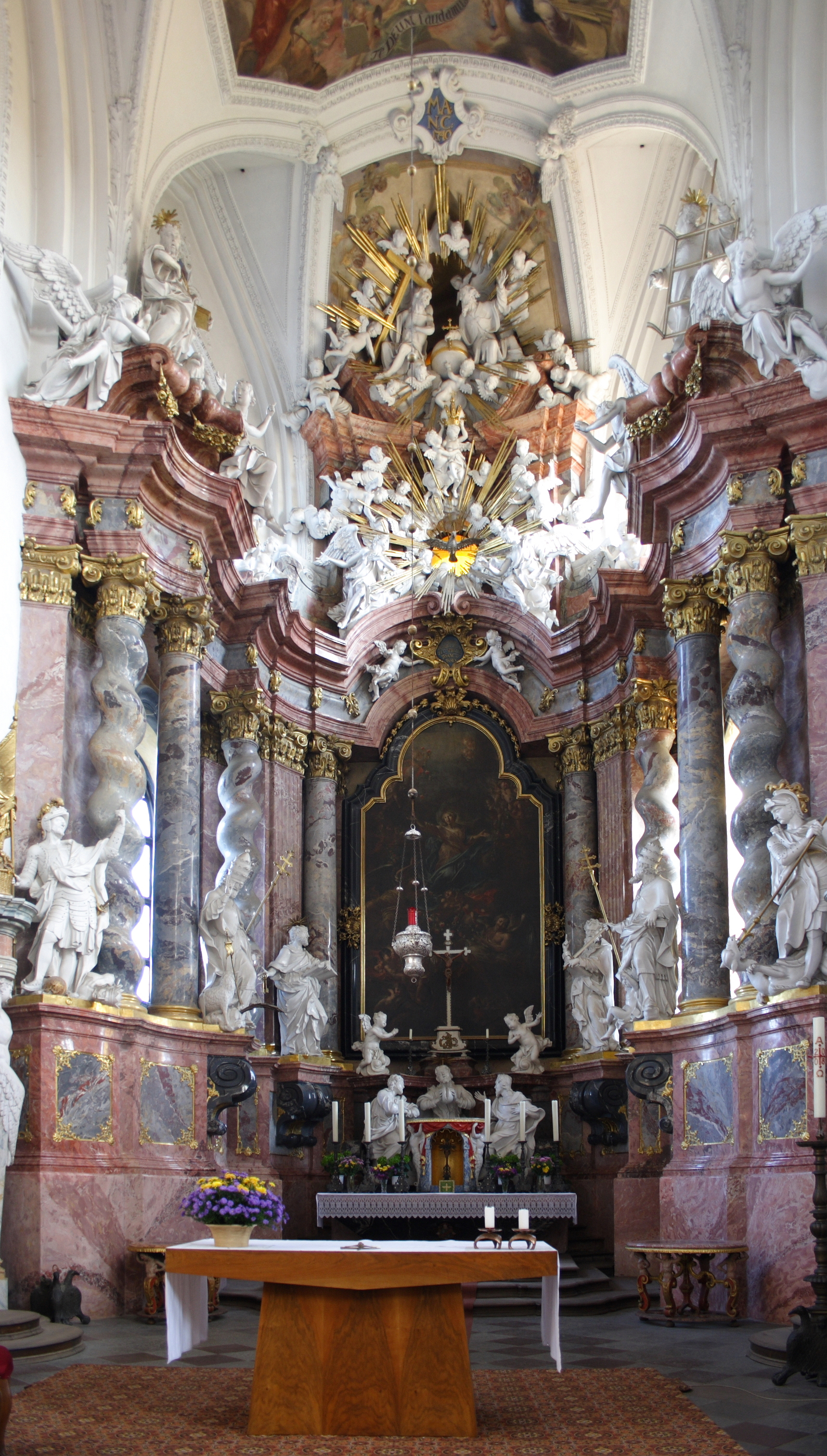
Hoogaltaar

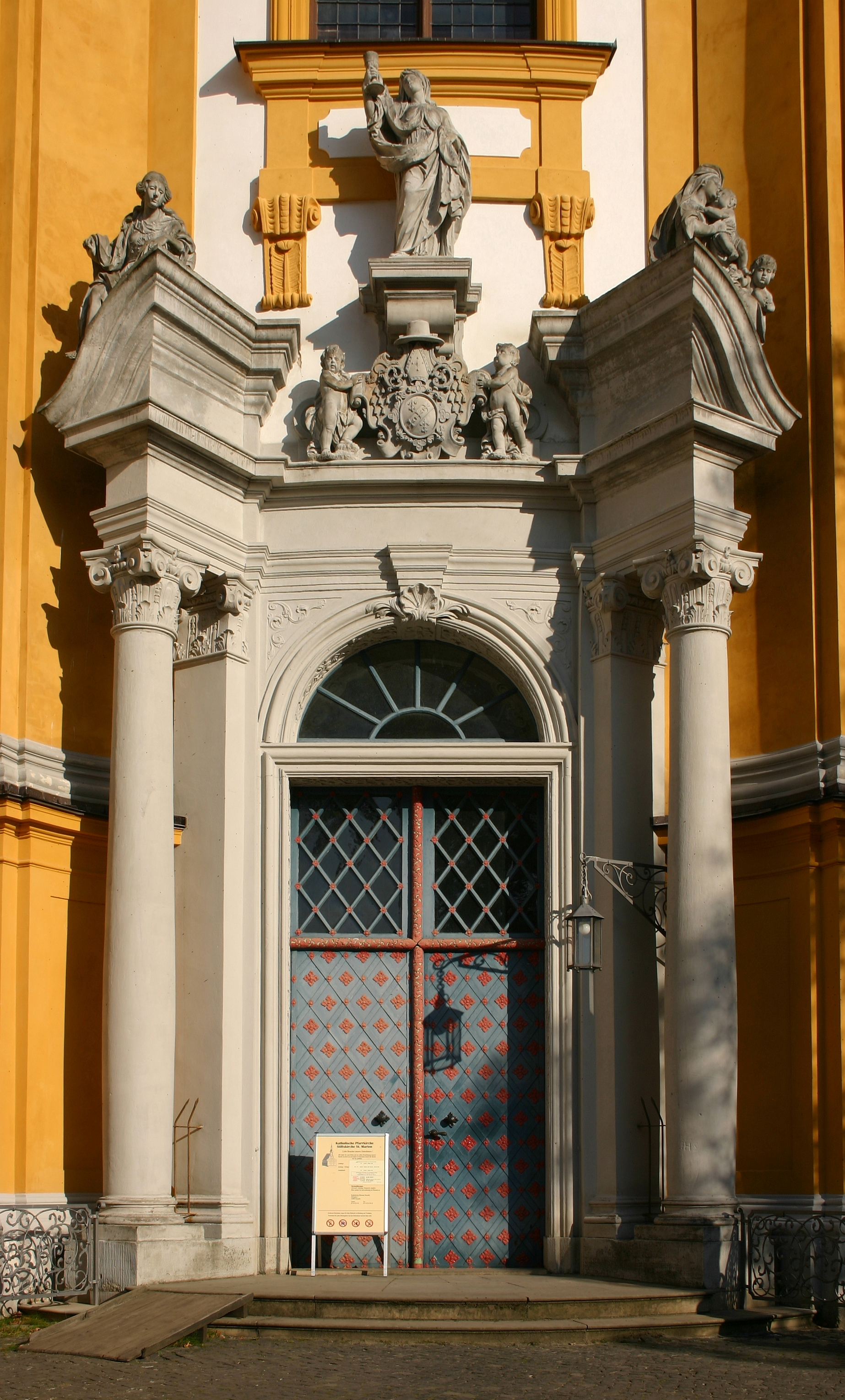
Hoofdportaal kerk

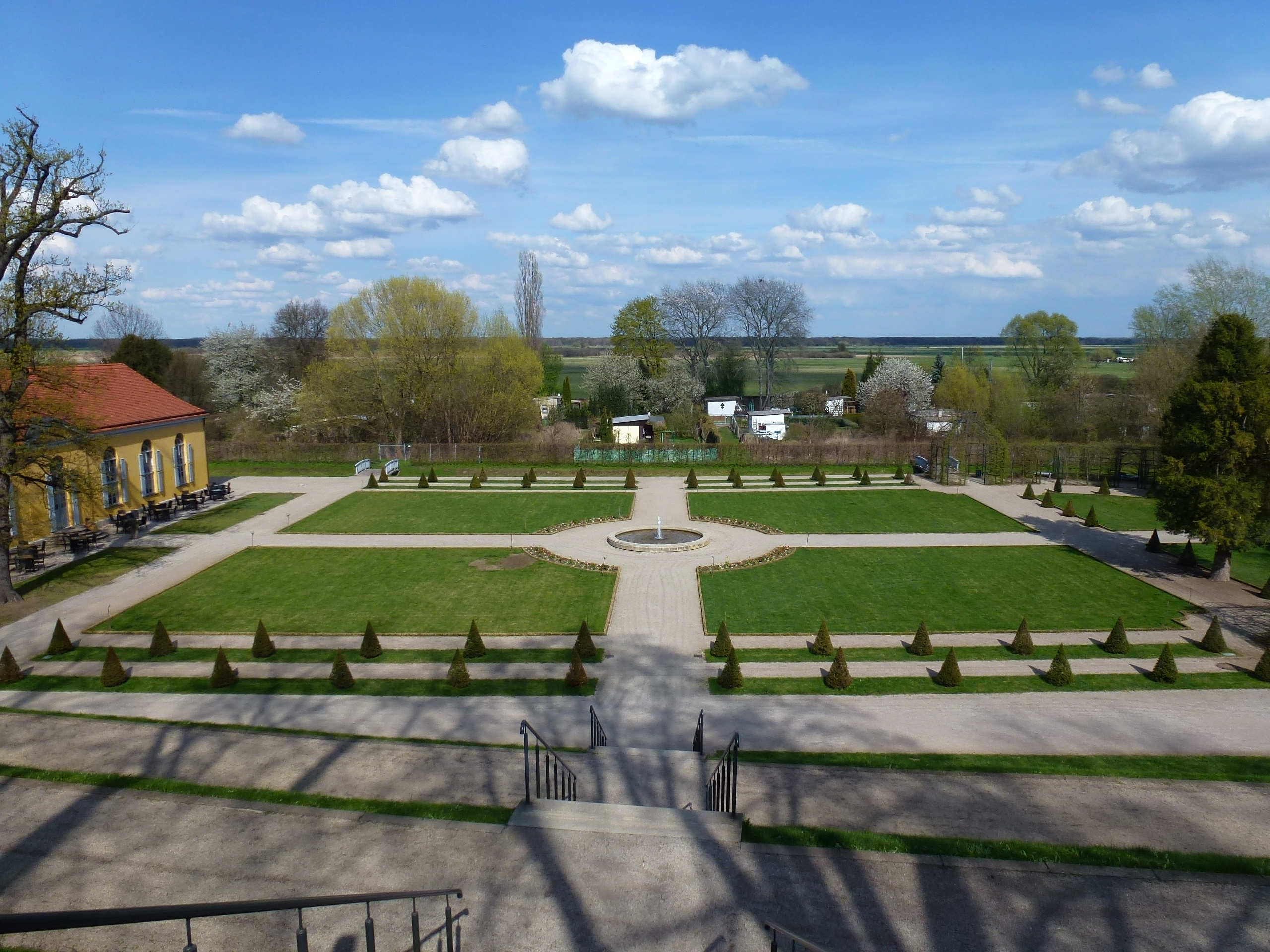
De gereconstrueerde kloostertuin

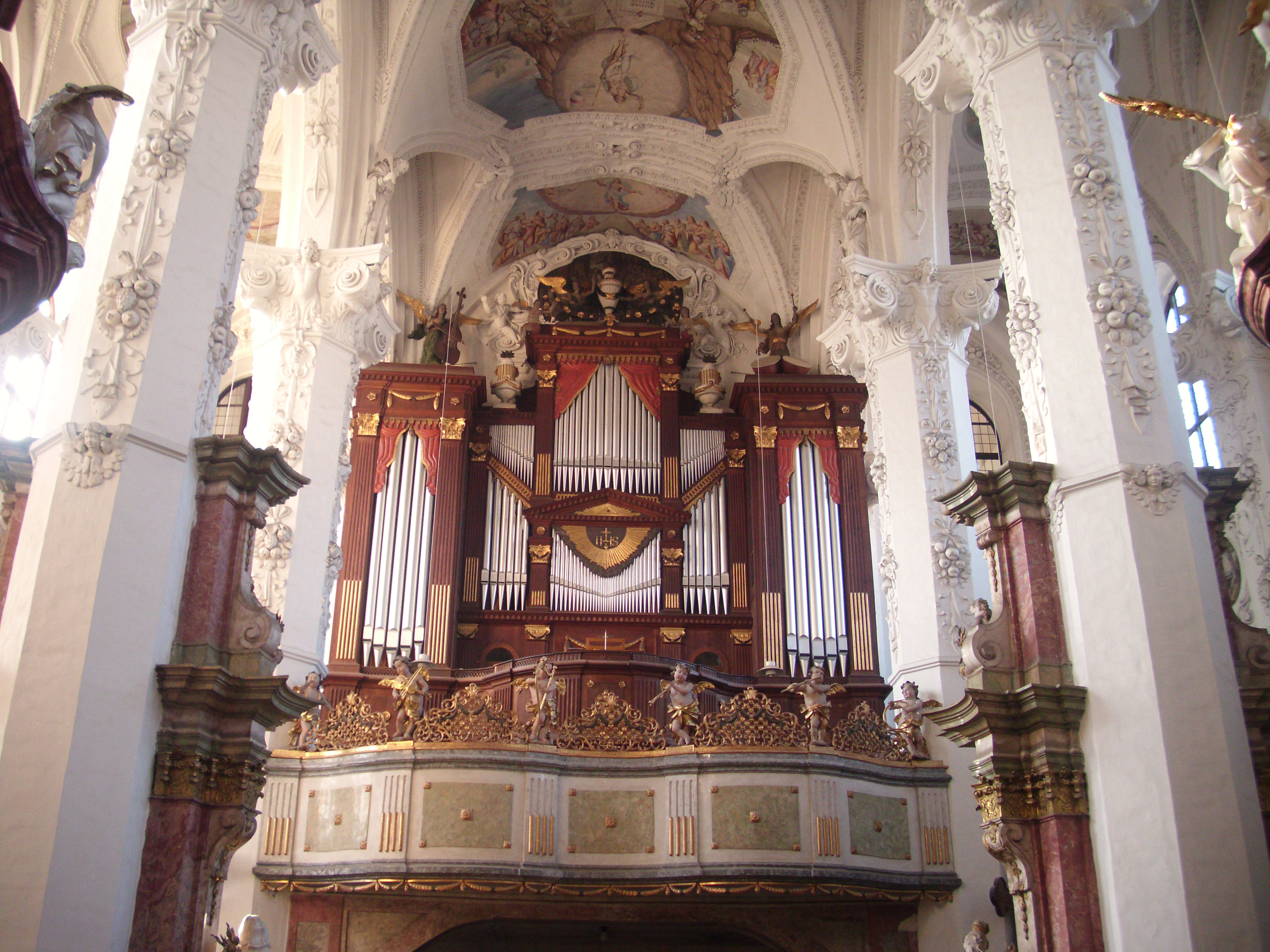
Sauer-orgel

#### Middeleeuwen
Het Klooster Neuzelle werd op 12 oktober 1268 door markgraaf Hendrik de Doorluchtige opgericht ter nagedachtenis van zijn twee dagen eerder overleden vrouw Agnes. Doel van het klooster was het gebied tussen de Oder en de Schlaube voor het christendom te ontsluiten en het economisch te ontwikkelen. Het klooster Neuzelle was een buitenpost van het moederklooster Altzella (Cella) nabij de stad Nossen in Saksen.
Het kloostercomplex werd tussen 1300 en 1330 op een uitloper van een berg in het laagland van de Oder gebouwd. De drieschepige hallenkerk van de abdij werd in een voor de streek kenmerkende stijl van de baksteengotiek gebouwd.   
In de middeleeuwen omvatte het klooster Neuzelle een omvangrijke heerlijkheid. Meer dan 30 dorpen in Neder-Lausitz en ook enkele dorpen in de Mark Brandenburg behoorden tot het klooster. Ook het stadje Fürstenberg aan de Oder en de burcht Schiedlo aan de monding van de Neisse bevonden zich in het bezit van de cisterciënzers.
In 1429 viel tijdens de Hussietenoorlog een leger uit Bohemen het gebied binnen en verwoestte naast de stad Guben ook het klooster Neuzelle. Omdat de monniken weigerden het rooms-katholicisme af te zweren en de leer van de hervormers van Jan Hus aan te nemen, werden ze gemarteld, vermoord of ontvoerd. Sindsdien worden de monniken als martelaren vereerd, de abt Petrus (1408-1429) in het bijzonder. Onder abt Nicolaas II van Bomsdorf (1432-1469) volgde de wederopbouw van het klooster       

#### De Nieuwe Tijd
Als enig klooster in Neder-Lausitz overleefde Neuzelle de reformatie als een katholiek eiland in een zuiver protestants geworden omgeving. Vrijwel alle onderdanen van de heerlijkheid van het klooster Neuzelle hadden zich rond 1550 bij de leer van Maarten Luther aangesloten. Nieuwe monniken kwamen nu overwegend uit het noorden van Bohemen en het katholiek gebleven Opper-Lausitz en studeerden aan de Karelsuniversiteit te Praag. Het klooster werd in de Boheemse ordeprovincie van de cisterciënzers opgenomen. Toen Neder-Lausitz in 1636 door de katholieke Habsburgers in het kader van de Vrede van Praag aan het Saksische en protestantse Huis Wettin moest worden afgestaan, werd er een afzonderlijke bepaling opgesteld waarin de keurvorsten o.a. ook het voortbestaan van het klooster garandeerden.  
In de loop van de Dertigjarige Oorlog werd het kloostercomplex zwaar beschadigd. De monniken keerden twee jaar na de Vrede van Westfalen terug en herstelden hun bezittingen. Abt Bernardus liet tussen 1655 en 1658 de herbouwde gebouwen door Italiaanse kunstenaars van fresco's en stucwerk voorzien. Zijn opvolger liet het complex in de stijl van de Zuid-Duitse barok verbouwen. De pronkvolle verbouwing van de gotische hallenkerk liet echter de structuur ongewijzigd. Bijna alle tegenwoordig nog bestaande gebouwen van het complex zijn het resultaat van deze barokke verbouwing. De kerk zelf wordt beschouwd als het belangrijkste kerkgebouw van Neder-Lausitz.

#### 19e eeuw tot heden
Na het Wener Congres kwam het Saksische Neder-Lausitz aan Pruisen. Koning Frederik III liet het cisterciënzer klooster in 1817 onteigenen en gaf het een publieke bestemming. De gebouwen en het grondbezit van het klooster werden vanaf dat moment als het Stift Neuzelle door de overheid bestuurd. De voormalige kloosterkerk bleef katholiek en werd in 1947 de bedevaartskerk van Onze-Lieve-Vrouw. De eveneens tot het stift behorende lekenkerk van het Heilig Kruis werd aan de protestanten overgedragen.
Op 2 september 1892 verwoestte een uitslaande brand het kloostergebouw. Alhoewel de vuur de kerk reeds aantastte, bleef het gebouw als door een wonder gespaard voor vernietiging. Een tweede maal ontsnapte de kerk aan algehele verwoesting in 1945, toen Neuzelle drie maanden in de frontlinie lag. 
Door de nieuwe Duitse grenzen van 1945 werden Neder- en Opper-Lausitz van hun oude bisdomszetel in Breslau afgesneden. De kerk van Neuzelle was nu in de verre omtrek het enige eerbiedwaardige kerkgebouw voor katholieken. Het godshuis ontwikkelde zich tot een bedevaartsoord van de verdreven Duitse katholieken uit het oosten om hier troost te zoeken bij Onze-Lieve-Vrouw van Neuzelle.
In 1955 werd het door de staat bestuurde Stift Neuzelle opgeheven en in 1996 als stichting opnieuw in leven geroepen.
Sinds 1969 werden er in de kerk verschillende renovaties uitgevoerd, die het interieur weer in oude glorie herstelden. Sinds 1993 werd de kerk vanbuiten gerestaureerd.
Vanaf 1993 werd het voormalige en grotendeels bewaarde kloostercomplex gerenoveerd. In 2004 werden de barokke kloostertuin en de orangerie na een reconstructie weer geopend.   

## Passievoorstellingen van het Heilig Graf
In de jaren 1751-1753 vervaardigde de kunstenaar Joseph Felix Seifrit in opdracht van abt Gabriel een verzameling van levensgrote, beschilderde houten voorstellingen. Ze stellen het lijden, sterven en de opstanding van Christus voor. Tot in de 19e eeuw werden ze in de lijdenstijd in de kloosterkerk opgesteld. Daarna werden ze weer opgeborgen. In 1997 werden 229 van de oorspronkelijk 242 delen herontdekt en van 2011 tot 2014 gerestaureerd. Een deel van het unieke ensemble staat in het recent geopende museum van Neuzelle opgesteld.

## Orgel
Het huidige orgel van de kerk werd in 1906 door Wilhelm Sauer uit Frankfurt an der Oder gebouwd. Het kegelladeninstrument bezit 24 registers op twee manualen en pedaal. De tractuur is pneumatisch. Het orgel werd in de periode 1999-2001 gerestaureerd.